# Ailly-le-Haut-Clocher
Ailly-le-Haut-Clocher je francouzská obec v departementu Somme v regionu Hauts-de-France. V roce 2012 zde žilo 921 obyvatel.

## Sousední obce
Brucamps, Buigny-l'Abbé, Bussus-Bussuel, Cocquerel, Domqueur, Ergnies, Francières, Long, Villers-sous-Ailly, Yaucourt-Bussus

## Vývoj počtu obyvatel
Počet obyvatel